# 平沢勝栄
平沢 勝栄（平澤 勝榮、ひらさわ かつえい、1945年〈昭和20年〉9月4日 - ）は、日本の政治家、警察・防衛官僚。自由民主党所属の衆議院議員（10期）。
復興大臣（第11代）、自由民主党広報本部長、内閣官房長官秘書官、ワールドスケートジャパン会長などを歴任。

## 来歴・人物
岐阜県大野郡白川村生まれ。生家は国の重要文化財に指定されている「旧大戸家住宅」（のちに下呂市の下呂温泉合掌村に移築）。のちに父親の仕事の都合により福島県に転居。福島県立福島高等学校、東京大学法学部卒業。同級生に白川勝彦、早川忠孝がいる。なお、大学時代に安倍晋三の家庭教師を約2年間務めていた。
1968年、東大法学部を卒業し警察庁に入庁。警察庁入庁後15年ほどは、大阪府警配属、警察庁警備局外事課、在外研修（米国デューク大学修士課程修了）、福岡県警察本部警備部外事課長、警察庁皇宮警察本部護衛部付、警察庁皇宮警察本部護衛部護衛二課長、警察庁警備局公安第三課兼外事課長補佐（国際テロ対策課の前身）、外務省在英国日本国大使館一等書記官などを務めた。
その後、防犯警察に転じ、刑事局保安部保安課長、警視庁防犯部長を歴任。岡山県警察本部長、警察庁長官官房審議官、防衛庁長官官房防衛審議官、内閣官房長官秘書官を歴任する。
1996年、第41回衆議院議員総選挙に東京17区から自由民主党公認で出馬し、新進党（旧公明党系）の山口那津男を破り、初当選。出馬の際、面識のあった公明代表の藤井富雄から選挙区の変更か比例区への転出を要求されたが拒否。後藤田正晴の勧めもあり、初当選後は平成研究会に所属した。同年11月8日、衆議院災害対策特別委員会委員に選任。
2000年の第42回衆議院議員総選挙では、東京17区から共に与党に所属している自民党の平沢、公明党の山口が出馬し、「与党対決」が全国的に注目を集めたが、再度山口を下し、再選。当選後、平成研究会を退会した。
2001年、第1次小泉内閣で防衛庁長官政務官、2003年の第1次小泉再改造内閣で総務大臣政務官（郵政担当）に就任した。
2003年自由民主党総裁選挙では、高村正彦の推薦人に名を連ねる。同年の第43回衆議院議員総選挙で、民主党公認候補の錦織淳を破り、3選。
翌2004年、山崎派に入会した。
第44回衆議院議員総選挙では再度錦織を破り4選。総選挙後、北朝鮮による拉致問題等に関する特別委員長に就任。
2006年9月、安倍内閣で内閣府副大臣（沖縄及び北方対策、科学技術政策、イノベーション、青少年育成、少子化対策、男女共同参画、食品安全及びIT政策等の担当）に就任。
2007年12月、日朝国交正常化を目指す議員連盟「自民党朝鮮半島問題小委員会」を立ち上げ、同会の幹事に就任。
2008年には「パチンコ業界の位置づけを真剣に考えていく」ために、自民党内に「遊技業等の営業の健全化に関するプロジェクト会議」を立ち上げた。
2009年の第45回衆議院議員総選挙で民主党の早川久美子を接戦の末破り5選（早川も比例復活）。
2012年、第46回衆議院議員総選挙で早川ら対立候補に比例復活を許さず6選。
2014年、下呂温泉合掌村の名誉村長になる。同年12月、第47回衆議院議員総選挙で7選。
2017年、近未来政治研究会を退会し無派閥となり、その後志帥会に入会した。10月の第48回衆議院議員総選挙で希望の党が擁立した環境省職員の新人、日本共産党の新人らを破り8選。
2020年9月16日、菅義偉内閣にて復興大臣、福島原発事故再生総括担当大臣として初入閣した。
2021年10月31日の第49回衆議院議員総選挙で9選。
2024年10月6日、石破茂首相が政治資金収支報告書に不記載があった議員のうち、「選挙における非公認」以上の処分を受けた議員を中心に10人以上の議員を第50回衆議院議員総選挙で公認しないことを発表。平沢も公認が得られない見通しとなった。10月9日、自民党は第1次公認候補として、小選挙区265人、比例代表14人の計279人の擁立を発表した。裏金事件に関係した現職と元職のうち12人を非公認とし、その中に平沢も含まれた（ほどなく今村洋史が出馬を断念し非公認は11人となる）。
10月27日の投開票の結果、東京17区では野党候補の乱立もあり平沢が10選を果たした。
10月31日、衆議院の自民党会派に入会。一方、同日に自民党は党員資格があるものの非公認で当選した平沢と萩生田光一元政調会長の2名について、「党所属国会議員」の扱いとしないよう党内に指示した。
12月23日、自民党は平沢と萩生田を次期衆院選の予定候補となる支部長に選任した。2025年1月、自民党は衆議院政治倫理審査会で弁明した点などを考慮し、平沢と萩生田を「党所属国会議員」として扱うことにした。

## 騒動・不祥事

### 統一教会との関係
- ジャーナリストの鈴木エイトが作成した「旧統一教会関連団体と関係があった現職国会議員168人」によれば、旧統一教会関連団体との関係について、2006年、世界平和統一家庭連合（旧統一教会）系の「天宙平和連合」のイベント「祖国郷土還元日本大会」に祝電を打っていた[21]。
- 2018年3月23日、平沢が代表を務める政治団体「勝栄会」は、統一教会の関連団体「世界平和女性連合」に会費として15,000円を支出した[22]。
- 2020年10月9日、統一教会の関連団体「世界日報」のインタビューに応じ、2020年10月10日にインタビュー記事が世界日報に掲載された[23]。
- 2021年の衆議院選挙の選挙対策事務所(葛飾区青戸3−27−11南葛ビル１階)は、統一教会の葛飾家庭教会(葛飾区青戸3−40−6ソーケンビル４階)から徒歩1分未満であった。
- 2022年7月から8月にかけて、共同通信社は、全国会議員712人を対象に、統一教会との関わりを尋ねるアンケートを実施。8月31日に各議員の回答の全文を公表した。岸田文雄首相は8月8日の自民党臨時役員会で、統一教会をめぐり「政治家の責任で関係をそれぞれ点検し、適正に見直してもらいたい」と述べ、党所属国会議員全員に通達するよう指示[24]しながらも、自身はアンケートに答えることを拒否した[注 1]。平沢もアンケートに答えることを拒否した[29][30]。
- 2024年10月21日、旧統一教会施設に選挙応援を依頼した事で知られる生稲晃子参議院議員が、自身のブログにて平沢勝栄事務所に訪問した事を明かした。

### ワールドメイトとの関係
宗教社会学者の塚田穂高によると、2019年6月時点で、平沢は新興宗教「ワールドメイト」教祖の深見東州（半田晴久）が総裁を務めるNPO法人「世界開発協力機構」の国内顧問である。弁護士の山口広が1994年に発表した消費者問題の調査によると、「金持ちになる。身長がのびる。美人になる。頭がよくなる。血統転換。大除霊。先祖供養」などとするワールドメイトの「秘宝セミナー」の料金は高額な場合数百万円に及び、悪霊を払い善霊を呼ぶ除霊の儀式には5万円ないし数十万円の料金であったと述べている。
- 2015年5月30日、世界開発協力機構主催、産経新聞後援の「若い議員と語り合うグローバル・オピニオン・サミット」にパネリストとして出席[34][35][36]。
- 2017年、自民東京都第十七選挙区支部に菱法律経済政治研究所、日本視聴覚社、ジャパンペガサスツアー、たちばな出版から各100万円（計500万円）の献金[34][37]。
- 2017～2019年、2024年、「深見東州・バースデー書画展」に祝花、2015、2016、2018、2019年は会場でスピーチ[34][38][39]。
- 2019年6月、世界開発協力機構が共同主催だったG20世界宗教サミット（G20 Interfaith Forum Japan 2019）に、ワールドメイト教祖の深見東州（半田晴久）、萩生田光一らと共に参加し、単独で講演した[40][41]。

### 年金未納
政治家の年金未納問題が注目された際に年金の未納が判明した。

### 2014年の政治資金関連
2014年に、平沢が代表を務める党都第17選挙区支部は、平沢の事務所内にある政治団体「葛栄会」から7回にわけて受け取った寄付計509万円を記載していなかった。党支部の事務担当者は朝日新聞の取材に「12月にあった総選挙で収入と支出が頻繁にあり、日常的な寄付の記載が丸々抜けてしまった」と説明している。

### 国会におけるやじ問題
2016年3月に、「保育園落ちた日本死ね」と書かれたブログが衆院予算委員会で取り上げられた際に、「誰が書いたんだよ、それ」「本人に確認したのか」などとやじを飛ばし、のちに、「申し訳なかった」と謝罪したが、その後のテレビ放送で「これ、本当に女性が書いた文章なんですかね」「言葉が汚い」と、ブログの言葉遣いを批判した。その後ネット上では「言い訳にしか聞こえない」「論点すり替えてばっかり」などの批判が相次ぎ、国会前では「保育園落ちたの私だ」と書かれたプラカードを持った人々によるデモが行われ、2万7000筆以上を集めたネット署名が塩崎恭久厚生労働大臣に手渡された。

### LGBTについての発言
2019年1月3日に、平沢は山梨県で開かれた集会で少子化問題に触れ、「LGBTで同性婚で、男と男、女と女の結婚、これは批判したら変なことになるからいいんですよ。もちろんそれでいいんですよ。でもこの人（LGBT）たちばかりになったら国は潰れちゃうんですよ」と発言をし、LGBTを差別していると批判が相次いだ。LGBTアクティビストの東小雪は「少子化とLGBTの権利を守ることは全く別の問題」「どのような文化的背景、宗教の国にも性的マイノリティの人々は一定の数います。可視化が進んでも"LGBTばかりになる"ことはありえません」と批判した。平沢は1月7日の電話取材で、同性婚については、自身の考えとして「憲法に保障された権利で、そもそも賛成・反対の話ではない。『やめろ』ということはできない」「同性婚などの話題はタブー視され過ぎていて議論が進まない。これがおかしい」と語ったが、謝罪も撤回もしなかった。

### 派閥からの収入計1080万円が政治資金報告書に不記載
2023年12月1日、朝日新聞が、自民党5派閥の政治資金パーティーをめぐる問題で、清和政策研究会（安倍派）が、所属議員が販売ノルマを超えて集めた分の収入を裏金として議員側にキックバックする運用を組織的に続けてきた疑いがあるとスクープした。
この裏金問題に伴い、95名超の自民党議員が政治資金報告書の訂正をする中、平沢が代表を務める資金管理団体「勝栄会」も、「志帥会」側からの収入として2020年に288万円、2021年に792万円のあわせて1080万円を記載せず、2024年1月18日に訂正した。
2024年4月4日、自民党は党紀委員会を開き、平沢を党の役職停止1年とするなど、安倍、二階両派の議員ら39人への処分を決定した。

同年7月8日、東京地検特捜部は、政治資金規正法違反の疑いで告発されていた平沢について、派閥の収支報告書に虚偽記載した疑いについては嫌疑なし、議員側の政治団体の収支報告書に虚偽記載した疑いなどについては嫌疑不十分とし、いずれも不起訴処分とした。
同年10月の衆院選に関しては、10月9日、自民党本部は森山裕幹事長の名で、候補予定者に対し、政党交付金から公認料500万円と活動費1500万円の計2000万円をそれぞれの政党支部へ10日付で振り込むことを通知した。10月19日、しんぶん赤旗のスクープにより、裏金問題で非公認となった11人の候補者のうち、平沢ら8人が自民党選挙区支部の支部長のままであることが明らかとなった。続いて10月23日、同紙は、2000万円が平沢ら8人と不出馬になった人が代表を務める政党支部に対しても支給されていたと報じた。野党は「裏金議員の裏公認だ」「反省していない」とただちに批判を強めた。

## 政策・主張

### 公明党批判
- 自公連立については、公明党の山口那津男が平沢と同じ東京17区から出馬するため、連立に極めて否定的であった。2000年の第42回衆議院議員総選挙に際しては、自由民主党幹事長の野中広務から、公明党批判を一切行わない旨の誓約書を提出するよう求められ、自民党の小選挙区候補者で公認が内定したのも最後であった[要出典]。しかし、平沢は選挙戦中から盛んに公明党を批判し、公明党も同選挙区の平沢を落選させ山口那津男を当選させるべく、猛烈な落選運動を展開した。結果、両者の「与党対決」は、平沢が勝利した。

### パチンコ業界との繋がり
- パチンコメーカーのサミー会長から献金を受けている。
- 日本電動式遊技機工業協同組合の創立30周年記念式典に参加している。
- パチンコへの過度の規制をやめるべきだと主張している[59]。
- 「何も卑屈になることはありません。戦後、娯楽が少なかった時代から、国民生活に潤いを与えてきたのだから、自信と誇りを持っていただきたい。警察もマスコミも業界のプラスの面をもっと評価してあげることが必要だと思います。」としてパチンコ業界を擁護している[59]。

#### 北朝鮮による日本人拉致問題への取り組み
北朝鮮による日本人拉致問題に関し、拉致議連には草創期から関わっていた。
2004年4月、山崎拓が極秘に訪中し、拉致問題について北朝鮮高官を相手に直接交渉した際、山崎に同行した。山崎・平沢の訪中は対北朝鮮交渉を政府間ルートに一本化するとの外交方針に反する可能性があるとして問題視された。平沢については、総務大臣政務官在任中であること、事前の届け出なしに訪中したことが政府・与党内でも批判された。
平沢は総務大臣政務官、拉致議連事務局長を辞任した。拉致議連は、平沢の行動が「自らの功名のために拉致問題を利用する背信的行為」に当たるとの非難声明を出した。また、救う会も山崎・平沢の行動を「拉致問題を政治利用している」と非難した。

### その他
- 永住外国人への地方選挙権付与に反対[66]。
- 選択的夫婦別姓制度の導入に反対[67][68]。
- 同性婚制度の導入に反対[69]。
- 児童ポルノ禁止法で漫画などを規制することに賛成[70]。
- 外国人労働者の日本への受け入れや永住資格の付与を主張している[71]。
- カジノ設置に賛成[72]。
- 受動喫煙防止を目的に飲食店などの建物内を原則禁煙とする健康増進法改正に反対しており、屋外に「禁煙」「分煙」「喫煙」を明記すればよいとしている [73]。

## 選挙歴
| 当落 | 選挙                   | 執行日         | 年齢 | 選挙区   | 政党       | 得票数     | 得票率  | 定数 | 得票順位 /候補者数 | 政党内比例順位 /政党当選者数 |
| ---- | ---------------------- | -------------- | ---- | -------- | ---------- | ---------- | ------- | ---- | ------------------ | ---------------------------- |
| 当   | 第41回衆議院議員総選挙 | 1996年10月20日 | 51   | 東京17区 | 自由民主党 | 7万3726票  | 34.01%  | 1    | 1/6                | /                            |
| 当   | 第42回衆議院議員総選挙 | 2000年06月25日 | 54   | 東京17区 | 自由民主党 | 9万5606票  | 37.61%  | 1    | 1/4                | /                            |
| 当   | 第43回衆議院議員総選挙 | 2003年11月09日 | 58   | 東京17区 | 自由民主党 | 14万2916票 | 62.00%  | 1    | 1/3                | /                            |
| 当   | 第44回衆議院議員総選挙 | 2005年09月11日 | 60   | 東京17区 | 自由民主党 | 16万1324票 | 62.96%  | 1    | 1/3                | /                            |
| 当   | 第45回衆議院議員総選挙 | 2009年08月30日 | 63   | 東京17区 | 自由民主党 | 13万8512票 | 51.37%  | 1    | 1/4                | /                            |
| 当   | 第46回衆議院議員総選挙 | 2012年12月16日 | 67   | 東京17区 | 自由民主党 | 13万1471票 | 55.12%  | 1    | 1/4                | /                            |
| 当   | 第47回衆議院議員総選挙 | 2014年12月14日 | 69   | 東京17区 | 自由民主党 | 12万5351票 | 59.34%  | 1    | 1/3                | /                            |
| 当   | 第48回衆議院議員総選挙 | 2017年10月22日 | 72   | 東京17区 | 自由民主党 | 12万7632票 | 57.95%  | 1    | 1/3                | /                            |
| 当   | 第49回衆議院議員総選挙 | 2021年10月31日 | 76   | 東京17区 | 自由民主党 | 11万9384票 | 50.15%  | 1    | 1/4                | /                            |
| 当   | 第50回衆議院議員総選挙 | 2024年10月27日 | 79   | 東京17区 | 無所属     | 6万4495票  | 34.78％ | 1    | 1/4                | /                            |

## 所属団体・議員連盟
- 創生「日本」
- みんなで靖国神社に参拝する国会議員の会[74]
- 神道政治連盟国会議員懇談会[74]
- 日本会議国会議員懇談会（幹事）
- 国際観光産業振興議員連盟  (カジノ議連)  [75]
- 日韓議員連盟（幹事）
- 日朝国交正常化推進議員連盟
- 日本の領土を守るため行動する議員連盟
- 政教分離を貫く会
- 自由民主党朝鮮半島問題小委員会
- さいこう日本
- 個人タクシーを応援する議員連盟（会長）
- UR住宅住居者を守る議員連盟（会長）
- 指定自動車教習所を応援する議員連盟（会長）
- 日本ベナン友好議員連盟（会長）

## 著書

### 単著
- 『もう黙っていられない! : いまこそ「国家の危機」を救う55の憤怒直言』（徳間書店、2011年、ISBN 9784198631628）
- 『日本よ国家たれ』（出版：講談社、2002年、ISBN 4062114860）
- 『明快!「国会議員」白書』（出版：講談社、2000年、ISBN 4062104830）
- 『警察官僚が見た「日本の警察」』（出版：講談社、1999年、ISBN 4062095602）
- 『拉致問題―対北朝鮮外交のありかたを問う』（出版：PHP研究所、2004年、ISBN 4569638554）
- 『「国会」の舞台裏―テレビだけでは言いつくせない!』（出版：PHP研究所、2006年、ISBN 4569648886）
- 『「国家」を見失った日本人―外国人参政権問題の本質』（田久保忠衛 編著、出版：小学館文庫、2001年、ISBN 4094050914）
- 『危うしニッポン!ズバリもの申す―番組じゃ言えない「アレ」や「コレ」』（出版：ベストセラーズ、2001年、ISBN 4584186324）
- 『政治家は楽な商売じゃない』（出版：創美社、2007年、ISBN 9784420310239）

### 共著
- （小林節・平沢勝栄）『憲法、危篤!』（出版：ベストセラーズ、2002年、ISBN 4584187053）
- （仮野忠男）『平沢勝栄・全人像』（出版：行研、2003年、ISBN 4877320164）
- （平沢勝栄・三原じゅん子・山下貴司）『よくわかるリベンジポルノ防止法』（出版：立花書房、2016年、ISBN 9784803707236）

## 出演番組
- たかじんのそこまで言って委員会（読売テレビ）
- 太田光の私が総理大臣になったら…秘書田中。（日本テレビ）
- サンデージャポン（TBS)
- 週刊アサ秘ジャーナル（TBS）
- みのもんたの朝ズバッ!（TBS）
- 島田検定!! 国民的潜在能力テスト（TBS）
- ネプリーグ（フジテレビ）
- 脳内エステ IQサプリ（フジテレビ）
- 朝まで生テレビ!（テレビ朝日）
- スーパーモーニング（テレビ朝日）
- サンデープロジェクト（テレビ朝日）
- 虎の門 - 82代目ゲスト司会（テレビ朝日）
- 爆笑問題&日本国民のセンセイ教えて下さい!（テレビ朝日）
- ビートたけしのTVタックル（テレビ朝日）

政局を時代劇風に描いた再現ドラマ「永田町時代劇」ではいつも本人役を演じている。
- クイズ赤恥青恥（テレビ東京）
- 永田町発サタデートリビューン（文化放送）
  - 永田町エクスプレス（文化放送）
- 下町おやじ診療所（文化放送）
- 下町おやじ大人塾（文化放送） - 塾長
- ミッキー安川のずばり勝負&朝まで勝負（ラジオ日本）